# Куровский, Евгений Александрович
Евгений Александрович Куровский (14 июля 1845 — 17 декабря 1909) — русский государственный деятель, воронежский губернатор, сенатор.

## Биография
Из потомственных дворян Черниговской губернии. Сын Александра Игнатьевича Куровского (1811—1881).
Воспитывался во 2-м кадетском корпусе, Михайловском артиллерийском училище и в Николаевской академии генерального штаба. Начал службу в Новороссийском полку прапорщиком. С 1868 года в гражданской службе, затем причислен к Санкт-Петербургскому акцизному управлению на штатную должность. В 1871 году определен старшим чиновником особых поручении при Костромском губернаторе. В 1873 году причислен к Министерству внутренних дел, с увольнением с прежней должности, и назначен почетным мировым судьей по Черниговскому уезду и губернии. В 1875 году назначен советником Московского губернского правления и пожалован камер-юнкером Двора Его Величества.
В 1878 году исправлял должность московского вице-губернатора. Несколько раз был командирован московским губернатором в разные места для производства дознания по уголовным делам. В 1879 году назначен членом попечительского совета заведений общественного призрения в Москве, с оставлением в прежней должности, а затем управляющим контроллером того же попечительства. В 1880 году назначен старшим советником губернского правления. В 1880—81 годах исправлял должность московского губернатора. В 1881 году назначен нижегородским вице-губернатором, а в 1883 перемещён на ту же должность в Саратов. В 1885 году избран и высочайше утверждён почётным членом общества спасения на водах по Саратовскому округу. В этом же году вышел в отставку, а в 1886 году снова определён на службу в Министерство внутренних дел.
В 1890 году был назначен воронежским губернатором. Два раза был вызван в Санкт-Петербург в комиссии при Министерстве внутренних дел. 1-й раз в 1891 году под председательством статс-секретаря Дурново по принятию мер помощи пострадавшему от неурожая населению семнадцати губерний империи, 2-й раз в 1893 году по пересмотру устава о народном продовольствии. В 1894 году по Всемилостливейше повелено присутствовать в Правительствующем Сенате.
В 1895 году избран почетным гражданином Острогожска и Воронежа, а также почетным членом общества Красного Креста. Состоял почетным членом Воронежского и Ковенского губернских статистических комитетов, Воронежских отделении попечительства Императрицы Марии Александровны о слепых и русского общества охранения народного здравия.
Скончался 17 декабря 1909 года.